# Ballers
Ballers je američka humoristična serija. Serija je prvi put emitirana 2. lipnja 2015.

## Likovi

### Glavni likovi
- Dwayne Johnson - Spencer Strasmore
- Rob Corddry - Joe Krutel
- John David Washington - Ricky Jerret
- Omar Miller - Charles Greane
- Donovan W. Carter - Vernon
- Troy Garity - Jason
- London Brown - Reggie
- Jazmyn Simon - Julie Greane

### Sporedni likovi
- Dulé Hill - Larry Siefert
- Anabelle Acosta - Annabella
- Taylor Cole - Stephanie Michaelsr
- LeToya Luckett - Tina
- Ella Thomas - Kara Cooley
- Arielle Kebbel - Tracy Legette
- Antoine Harris - Alonzo Cooley
- Taylour Paige - Theresa
- Sanai L. Johnson - Bey
- Richard Schiff - Mr. Anderson
- Clifton Collins, Jr. - Maximo Gomey
- Angelina Assereto - Angela Lee
- Michael Cudlitz - Dan Balsamo
- Christine Allocca - Kerri Balsamo

## Vanjske poveznice
- Službena stranica
- Ballers u internetskoj bazi filmova IMDb-a